# Synagogue de Kreuzburg (1886-1938)
 (septembre 2022).
Si vous disposez d'ouvrages ou d'articles de référence ou si vous connaissez des sites web de qualité traitant du thème abordé ici, merci de compléter l'article en donnant les références utiles à sa vérifiabilité et en les liant à la section « Notes et références ».

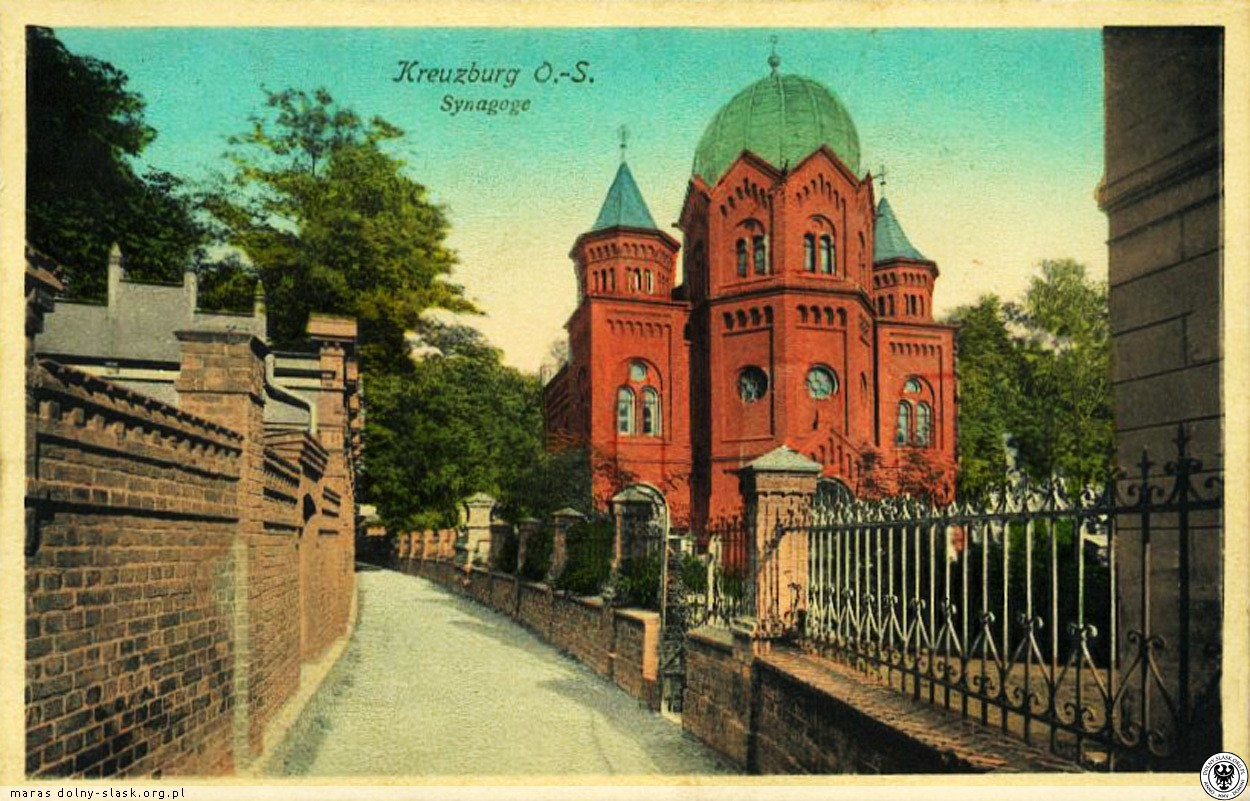

L'ancienne synagogue de Kreuzburg ou synagogue de Kluczbork était une synagogue située à Kreuzburg en Haute-Silésie allemande, devenu après la Seconde Guerre mondiale Kluczbork en voïvodie d'Opole en Pologne. Située à la limite sud-est de la vieille ville, à l'angle de la rue d'Opole (aujourd'hui rue M. Skłodowska-Curie) et de la Promenade,.elle est incendiée par les nazis lors de la nuit de Cristal en 1938, comme la majorité des synagogues et lieux de culte juifs en Allemagne. 

## Histoire

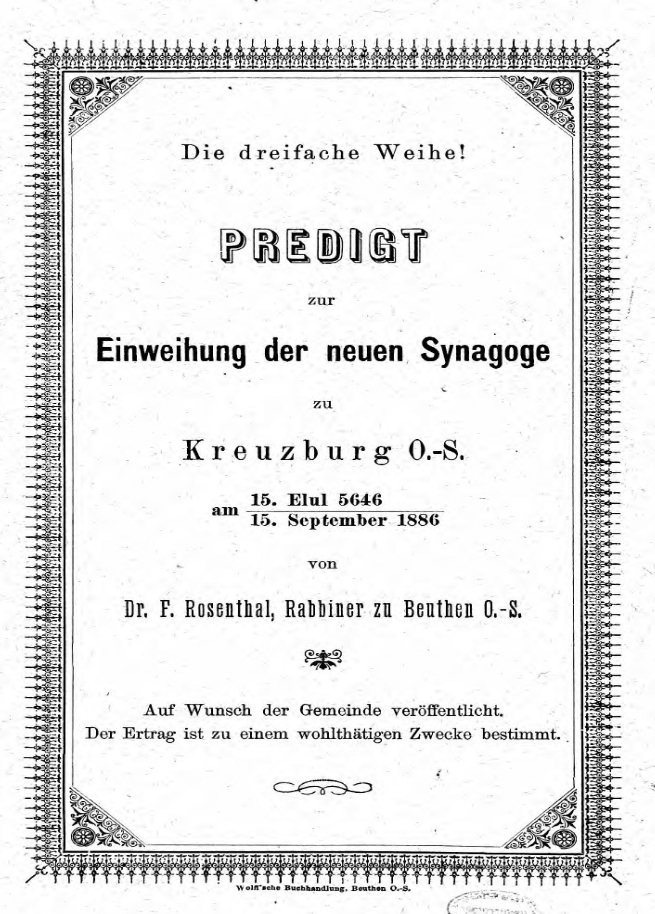
Sermon d'inauguration prononcé par le rabbin Rosenthal

### Construction de la synagogue
Initialement, les Juifs de Kreuzburg se rendent à la synagogue du village de Kraskau (maintenant Krasków), distant d'environ cinq kilomètres, avant qu'une salle de prière ne soit aménagée dans une arrière-cour de la Stoberstrasse à Kreuzburg au milieu des années 1850. Mais comme ce local ne répond bientôt plus aux exigences croissantes, il est décidé d'édifier un nouveau bâtiment synagogal au milieu des années 1880 sur la Promenade, après des années de recherche d'un terrain approprié.
L'édifice religieux, construit d'après les plans de l'architecte de l'arrondissement Friedrich dans le style mauresque avec une touche de néo-roman, est achevé en 1886 et inauguré le 15 septembre par le rabbin Dr. Wilhelm Münz de Gleiwitz avec la participation du rabbin Ferdinand Rosenthal de Beuthen.
Le bâtiment en brique est construit sur un plan rectangulaire sous la forme d'une basilique à trois nefs. La façade principale comprend en son centre en avant-corps une large tour octogonale couronnée d'un dôme à huit pans surmontés d'une étoile de David. Cette tour est encadrée de chaque côté par une tour carrée terminée par un toit conique. La voûte de la salle de prière principale est en bois recouvert de peintures. La salle est entourée sur trois côtés au niveau du premier étage par des galeries réservées aux femmes. 

### Destruction de la synagogue
La synagogue ainsi que la salle funéraire de style aussi oriental du cimetière juif sont incendiés par des membres de la SA lors de la nuit de Cristal, le 10 novembre 1938. Les pompiers sont appelés sur les lieux de la synagogue en flamme, uniquement pour protéger les maisons voisines de la Oppelner Strasse. Un témoin oculaire, Ottfried Willhardt, raconte : 
« Au premier étage de la synagogue, j'ai vu un homme des SA briser des objets en bois à la hache près d'une fenêtre et les jeter vers l'intérieur, dans les flammes... Mais les pompiers, en équilibre sur le faîte du toit, n'arrosaient que les toits des maisons voisines de la Oppelner Strasse à l'aide des longs tuyaux »
Quelques mois après l'incendie, les ruines sont démolies et les membres de la communauté juive restés en ville sont déportés..Le journal nazi local raconte: 
« .. La nouvelle s'est répandue à la vitesse de l'éclair hier matin que les ruines de la synagogue et de la salle funéraire du cimetière juif allaient être dynamitées. Un détachement de pionniers de Neisse ...est venu à cet effet à Kreuzburg pour procéder à la démolition. ... Naturellement, de nombreux concitoyens s'étaient rassemblés pour le dynamitage et suivaient avec beaucoup d'intérêt le travail des pionniers. Ils étaient visiblement ravis que les ruines soient enfin déblayées et que disparaisse ainsi le reste d'un bâtiment qui n'a jamais eu sa place dans le paysage urbain, bâtiment qui servit à des personnes de race étrangère ayant autrefois contribué à la décomposition du peuple. Nous apprenons que les travaux de déblaiement vont commencer immédiatement, ... Espérons que cela se fasse rapidement afin que ce champ de ruines devienne bientôt un nouvel espace vert qui fera la fierté de la ville. »
Actuellement aucune trace ne rappelle l'existence de la synagogue.

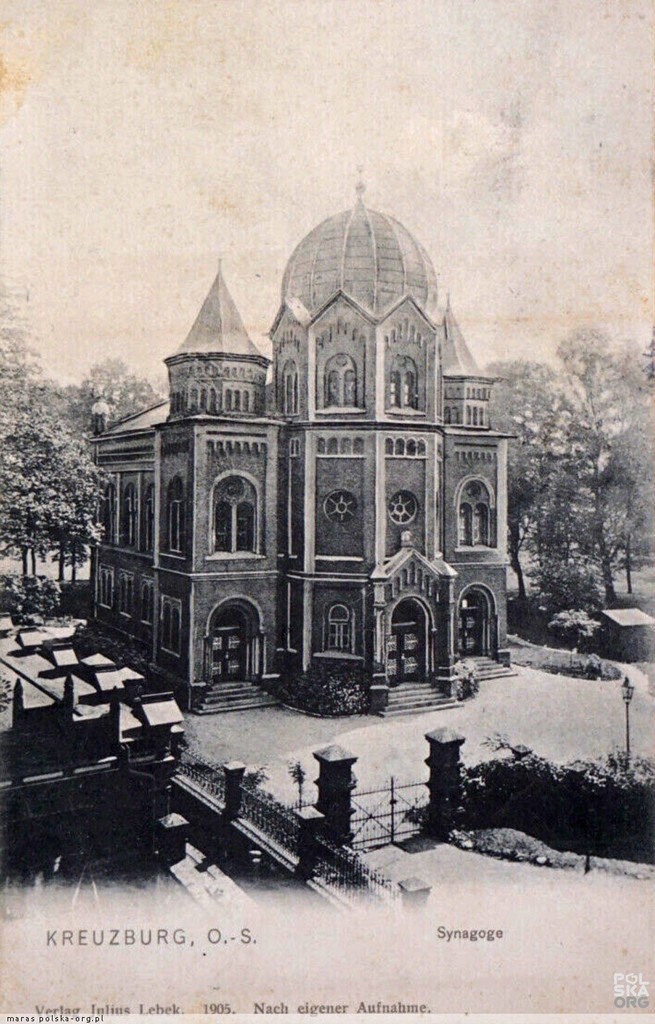
Vue de la synagogue et de son terrain
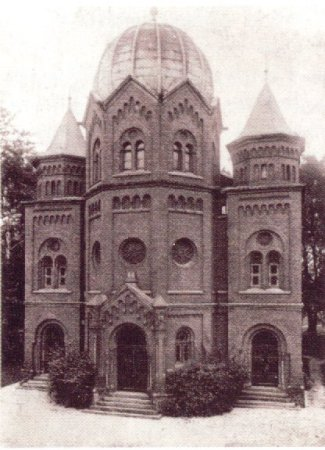
La synagogue vue de face
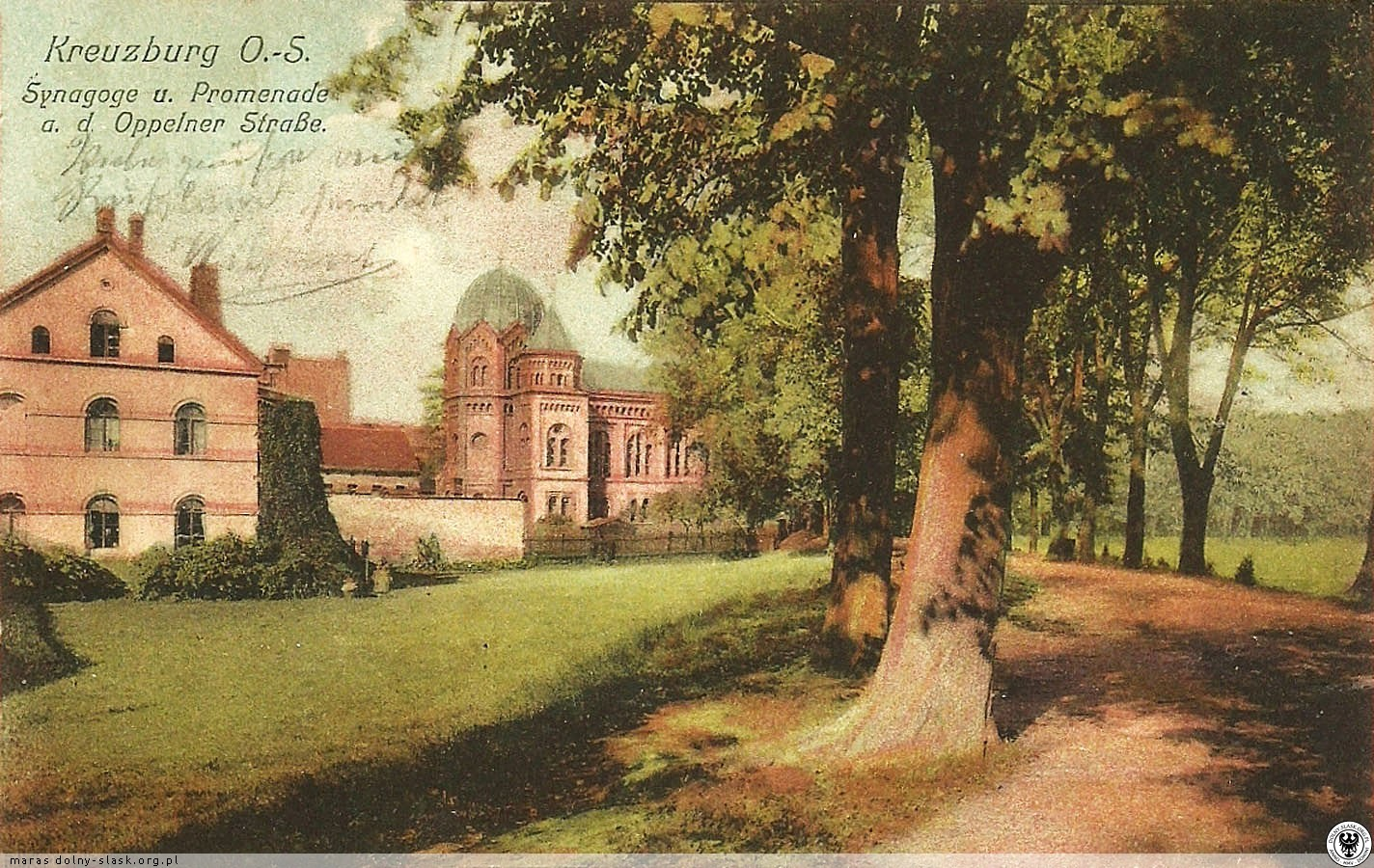
La synagogue et la Promenade